# 杨征
杨征（1961年8月—），湖南沅江人。中国共产党党员，中国人民解放军少将军衔第十三届全国人大代表。

## 生平
2018年2月24日，当选为第十三届全国人大代表。曾任安徽省委常委、省军区司令员，海南省军区副司令员、海南省军区参谋长、海南省国动委副主任、中国人民解放军第四十一集团军副参谋长。原海南省军区司令员。